# Hermann Kownatzki

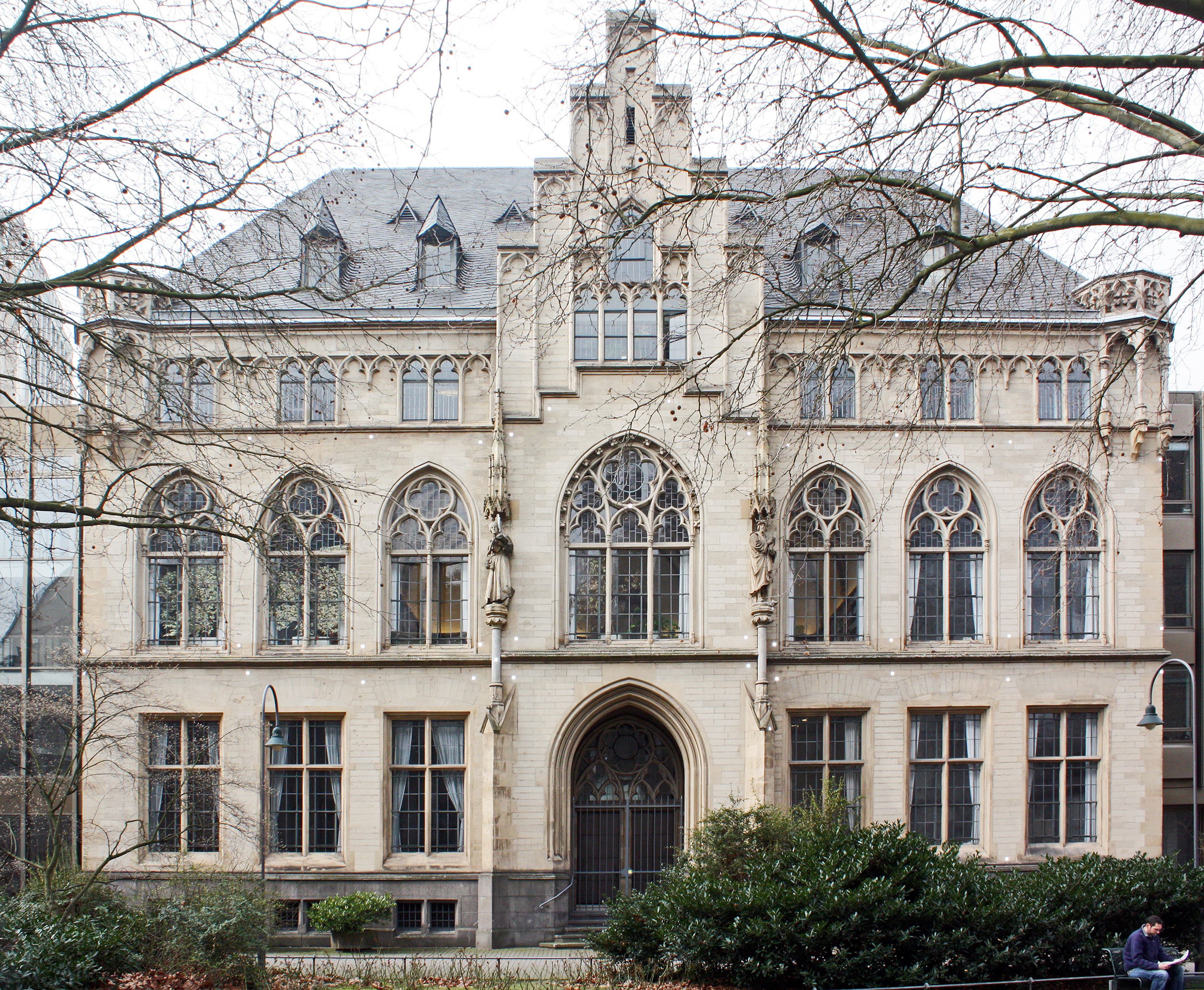
Köln, Stadtarchiv um 1897, später Privatbibliothek und ab 2014 Teil eines Hotels

Hermann Kownatzki (* 19. Januar 1899 in Köln; † 28. Mai 1991 ebenda) war ein deutscher Archivar und Historiker.

## Leben

### Studium und Fachausbildung
Nach dem Ersten Weltkrieg studierte Kownatzki in München und Bonn Geschichte, deutsche und lateinische Philologie und schloss mit einer Promotion ab. Seine Bonner Dissertationsschrift, die er zur Geschichte der Post verfasste, wurde 1923 publiziert. Von Oktober 1925 bis März 1927 nahm Kownatzki dann im Geheimen Staatsarchiv in Berlin-Dahlem an Kursen für den wissenschaftlichen Archivdienst teil.

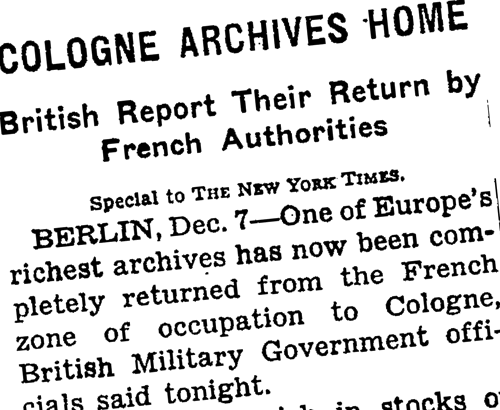
Die New York Times berichtete am 8. Dezember 1946 über die Rückholung von Archivgütern mit britischen Transportern aus der französischen Besatzungszone

### Beruflicher Werdegang
Hermann Kownatzki wurde vor dem Zweiten Weltkrieg als Stadtarchivar im ostpreußischen Elbing tätig. Während dieser Zeit veröffentlichte er von 1928 bis 1936 mehrere Beiträge im Elbinger Jahrbuch.
Infolge der durch den verlorenen Krieg eingetretenen politischen Veränderungen war Kownatzki in seine Heimatstadt Köln zurückgekehrt. Dort wurde er, da offenbar nichts Belastendes gegen ihn vorlag, durch die britische Militärregierung von Oktober 1945 bis Ende November 1946 als kommissarisch leitender Stadtarchivar des Kölner Archivs eingesetzt. Während dieser Interimszeit organisierte er notdürftig den Wiederaufbau des verwaisten Archivs und befasste sich im Wesentlichen mit der Rückführung der Archivalienbestände, die bereits mit Beginn des Krieges durch den Archivleiter Erich Kuphal und seinen Mitarbeiter Arnold Güttsches ausgelagert worden waren.

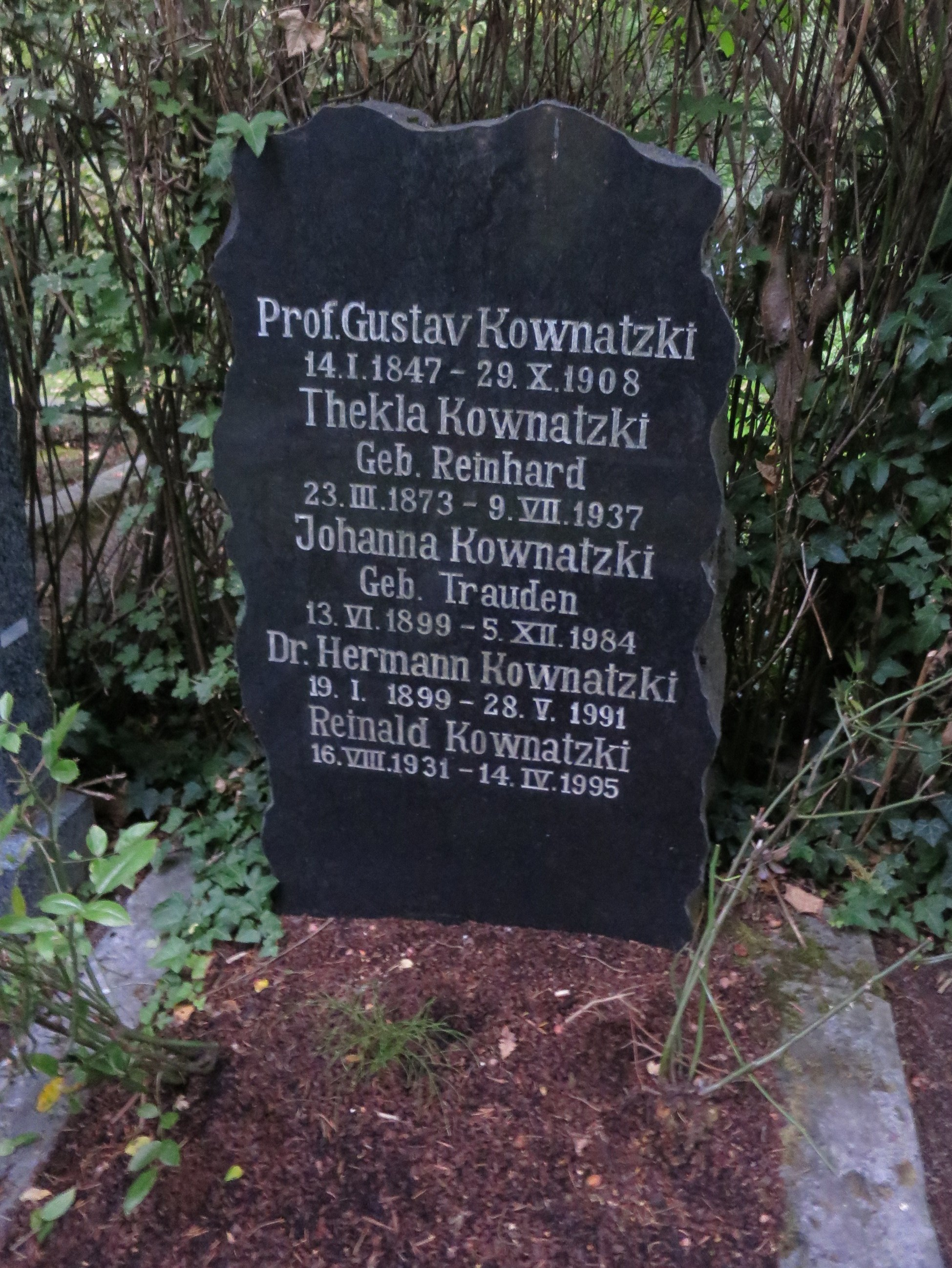
Grab der Familie Kownatzki

Zum Ende des Jahres 1946 setzte man den zuvor von den Militärs suspendierten Erich Kuphal wieder als leitenden Mitarbeiter des Stadtarchivs ein. Kownatzki blieb weiterhin für die städtische Einrichtung tätig. In diese Zeit fielen diverse Veröffentlichungen Kownatzkis in den Jahrbüchern des Kölnischen Geschichtsvereins.
Ebenfalls aus dieser Zeit stammen Dokumente des städtischen Archivs, die den Schriftwechsel zwischen Hermann Kownatzki und Oberbürgermeister Ernst Schwering sowie dem Finanzministerium Düsseldorf wiedergeben. Sie belegen Erörterungen, die eine Hebung der Stellung Kownatzkis zum Inhalt haben. 
Hermann Kownatzki trat 1962 in den Ruhestand und starb im Alter von 92 Jahren in Köln. Die Familiengrabstätte befindet sich auf dem Friedhof Melaten (Flur 74).

## Werke (Auswahl)
- Geschichte des Begriffes und Begriff der Post nebst einem Anhang über die Entstehungszeit der Post. Dissertation, Bonn 1923. In: Archiv für Post und Telegraphie 51 (1923), S. 377–423.
- Brückenkopf Elbing – Preußenführer, Preußenverlag, Elbing 1936.
- Mehrere Beiträge in: Elbinger Jahrbuch. Zeitschrift der Elbinger Altertumsgesellschaft und der städtischen Sammlungen zu Elbing (ElbingJb) von 1928 bis 1936, darunter:

- Siegel, Wappen und Fahnen von Elbing, Heft 9, 1931, S. 113 ff.

- Berichte aus dem Stadtarchiv Elbing. 3. Die Entwicklung des Stadtarchivs von 1927/28 bis 1931/32. In: ElbingJb, Heft 10, 1932, S. 140.

- Elbinger Siegel. In: ElbingJb, Heft 12/13, 1936, S. 201 ff.

- Aus Köln überwiegend Berichte aus dem Stadtarchiv (über das Stadtarchiv, Entwicklung des Archivs, Archivalienverlust etc.).

- Köln – historisch betrachtet, Köln 1957.
- Die Aufgaben der Geschichtswissenschaft in der Gegenwart und die gegenwärtigen Aufgaben der Kölner Stadtgeschichte. In: Jahrbuch des Kölnischen Geschichtsvereins 28, 1953.
- Zur Frage der Bedeutung der Tradition in der Gegenwart. In: Jb. des Kölner Geschichtsvereins 31/32, 1957.
- Aufgabe und Zukunft der Archive in der Bundesrepublik Deutschland. In: Im Schatten von St. Gereon. Erich Kuphal zum 1. Juli 1960 (= Veröffentlichungen des Kölnischen Geschichtsvereins. Band 25), Köln 1960, S. 224–228.

- Archivbegriff und Archivwissenschaft. In: Archivalische Zeitschrift 59 (1963), S. 147–158.
- Sigillum burgensium – Sigillum civitatis, Köln 1973.

Herausgebertätigkeit
- Kölnische Geschichte in Einzeldarstellungen, 1. Band – Hans Vogts: Köln im Spiegel der Kunst, Balduin Pick Verlag, Köln 1950.